# Herrschaft Borculo

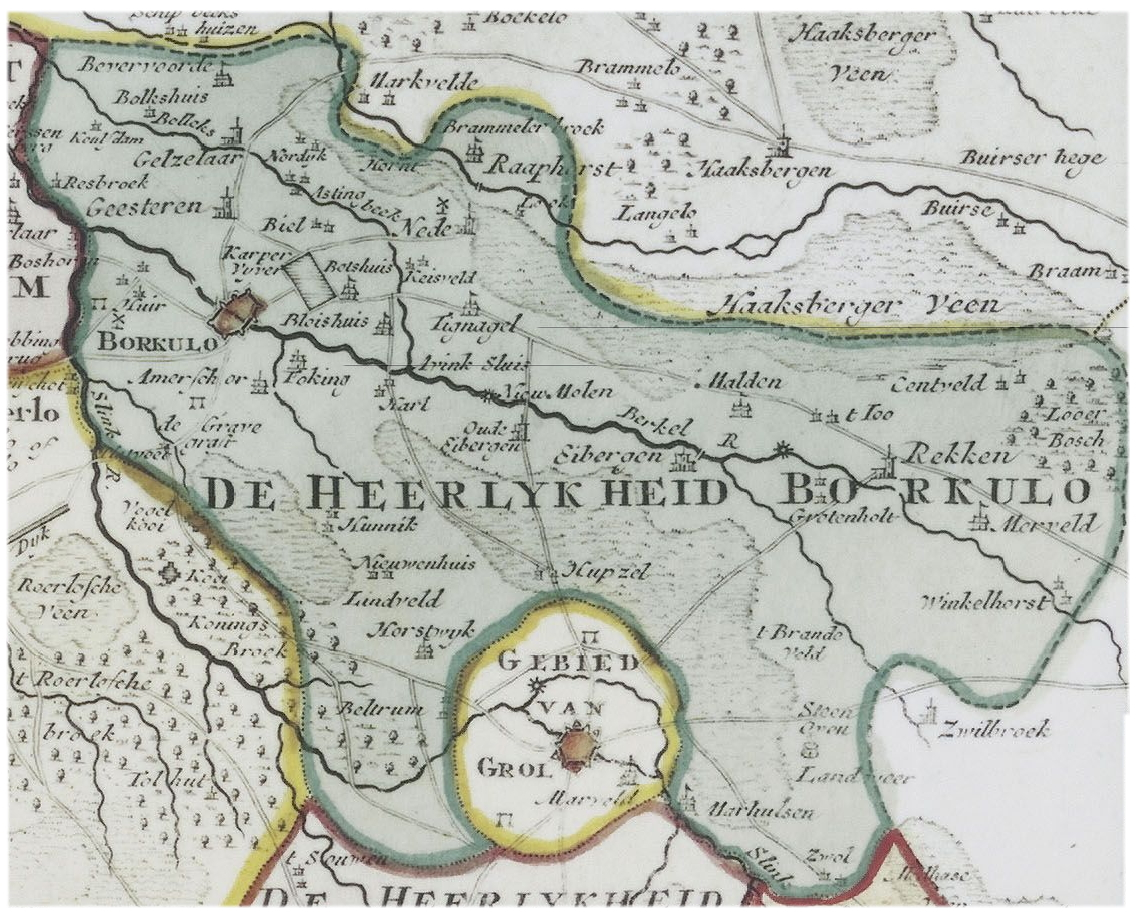
Karte der Herrschaft Borculo 1741

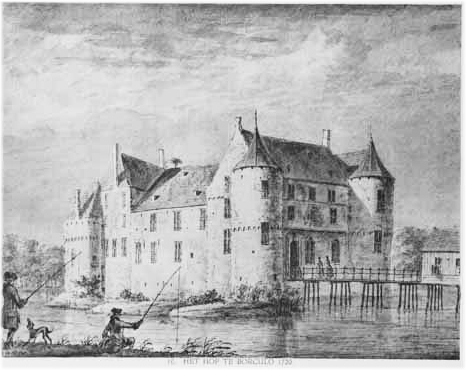
Kasteel Borculo 1720

Die Herrschaft Borculo war eine Hohe Herrlichkeit im Nordosten der Grafschaft Zutphen (heute Teil der  niederländischen Provinz Gelderland) und bis 1615 ein Lehen des Hochstifts Münster.

## Lage
Die Herrschaft lag im Achterhoek und umfasste ungefähr die heutige Umgebung der Gemeinde Berkelland ohne Ruurlo und bis 1616 auch das Gebiet der ehemaligen Gemeinde Lichtenvoorde.
Die wichtigsten Orte der Herrschaft waren die Städte Borculo und Eibergen sowie die Dörfer Neede, Geesteren und Lichtenvoorde.

## Geschichte
Als erster der Herren von Borculo wird Rudolf von Borculo in einer Urkunde von Bischof Werner von Münster aus dem Jahre 1151 als „Rotholfus de Burclo“ namentlich erwähnt. Heinrich von Borculo verkaufte im Jahr 1236 Groenlo an Graf Otto II. von Geldern, welches so eine Enklave auf münsterschem Gebiet wurde.
Nachdem die Familie der Herren von Borculo 1401 ausgestorben war, fiel die Herrschaft Borculo an die Familie derer von Bronckhorst. Gisbert von Bronckhorst erkannte 1406 die Oberhoheit des Bistums Münster über die Herrschaft Borculo an. Gisbert von Bronckhorst und die nachfolgenden Besitzer ließen sich vom Bistum Münster mit der Herrschaft Borculo belehnen.
Als Joost von Bronckhorst im Jahr 1553 ohne direkten Erben starb, zog das Hochstift Münster die Herrschaften Borculo und Lichtenvoorde als verfallene Lehen ein. Joosts Witwe Maria von Hoya aber behielt den Nießbrauch unter der Voraussetzung, dass dies keine Rechte des Bischofs verletzen würde.
Die Cousine des verstorbenen Joost von Bronckhorst-Borculo, Irmgard von Wisch, Witwe von Georg von Limburg-Styrum, erhob Anspruch auf das Erbe und schloss in dieser Hinsicht einen Vertrag mit Maria von Hoya und das Gericht von Borculo erkannte diesen als rechtmäßig. Doch beim Lehnsgericht von Münster und dem Reichskammergericht zu Speyer blieb sie dagegen erfolglos. Als Maria von Hoya 1579 starb, nahm das Hochstift Besitz von den Herrschaften und stellte sie unter direkte Verwaltung.
Erst Irmgards Enkel, Jobst von Limburg-Styrum, brachte die Sache im Jahr 1612 an den geldrischen Hof zu Arnhem, der am 20. Dezember 1615 sein Urteil zu Gunsten des Klägers fällte. Das Urteil wurde mit generalstaatischen Truppen aus Zutphen durchgesetzt, die am 27. Dezember das Dorf und die Burg Lichtenvoorde einnahmen und am 3./4. März 1616 – nach kurzer Belagerung – die Stadt und die Burg Borculo.
Zweimal versuchte Fürstbischof Christoph Bernhard von Galen erfolglos, Borculo und Lichtenvoorde wieder unter seinen Einfluss zu bringen. Im Frieden von Kleve am 18. April 1666 musste der Bischof von Münster endgültig auf die Herrschaft Borculo verzichten. Seither gehört Borculo definitiv zur Provinz Gelderland. 1726 verkaufte das Haus Limburg-Stirum die Herrschaft an Karl Sophronius Philipp von Wartensleben. Die Grafen von Wartensleben-Flodorp verkauften sie ihrerseits 1742 an die Grafen von Flemming (Georg Detlev von Flemming war Besitzer von 1742 bis 1771). Durch Erbgang gehörte die Herrschaft kurzzeitig (von 1771 bis 1777) dem polnischen Fürsten Adam Kazimierz Czartoryski. 1777 erwarb das Haus Oranien die Herrschaft Borculo. Bis heute gehört der Titel Heer van Borculo zur „grote titulatuur“, der vollständigen Aufzählung der Titel der niederländischen Könige.